# Xylomya americana
Xylomya americana är en tvåvingeart som först beskrevs av Christian Rudolph Wilhelm Wiedemann 1821.  Xylomya americana ingår i släktet Xylomya och familjen lövträdsflugor. Inga underarter finns listade i Catalogue of Life.